# Провулок Єрмака (Київ)
Прову́лок Єрмака́ — зниклий провулок, що існував у Залізничному, нині Солом'янському районі міста Києва, місцевість Солом'янка. Пролягав від вулиці Єрмака до Кавказької вулиці.

## Історія
Провулок виник наприкінці XIX століття — на початку XX століття як частина Мокрої вулиці за найменуванням річки Мокрої, що протікала неподалік. Назву провулок Єрмака набув 1955 року. 
Ліквідований у зв'язку зі знесенням навколишньої малоповерхової забудови та переплануванням Солом'янки в 1977 році.